# Vanusa
Vanusa Santos Flores (São Paulo, 22 de septiembre de 1947 - Santos, 8 de noviembre de 2020) fue una cantautora brasileña.

## Biografía
Vanuza nació en Cruizeiro, São Paulo, y se crio en las ciudades de Uberaba y Frutal. A los 16 años se convirtió en la cantante principal de la agrupación Golden Lions, y en una de sus presentaciones el agente de Prosperi, Magaldi & Maia la invitó a São Paulo con el objetivo de lanzar su carrera como solista.
A mediados de la década de 1960 firmó un contrato discográfico con RCA Victor y logró reconocimiento en su país con la canción "Pra Nunca Mais Chorar", lo que la llevó a figurar en los programas de televisión Jovem Guarda y TV Record. En 1968 grabó su primer álbum de estudio, titulado Vanusa, en el que además debutó como compositora en tres canciones. Cinco años después, incluyó la canción "Manhés de Setembro" en su cuarta producción discográfica, obteniendo gran reconocimiento en Brasil. En 1977 tuvo su primera oportunidad en la televisión, protagonizando junto a Ronnie Von la telenovela Cinderella 77, seguida de apariciones en las series O Amor y Marron Glacê. Durante su carrera grabó cerca de una veintena de discos, entre álbumes de estudio y recopilatorios.

### Problemas de salud y fallecimiento
A finales de la década de 2010, la cantante empezó a tener problemas en sus presentaciones en directo debido a una medicación constante contra la laberintitis. En septiembre de 2020 fue ingresada a una unidad de cuidados intensivos en la localidad de Santos. Fue dada de alta luego de aproximadamente un mes de hospitalización y regresó al asilo de ancianos donde había estado viviendo durante los últimos dos años. Falleció en la madrugada del 8 de noviembre de 2020 debido a una insuficiencia respiratoria.

## Discografía
Fuente:
- 1968 - Vanusa
- 1969 - Vanusa
- 1971 - Vanusa
- 1973 - Vanusa
- 1974 - Vanusa
- 1975 - Amigos Novos e Antigos
- 1977 - Trinta Anos
- 1977 - Cinderela 77
- 1979 - Viva Vanusa
- 1980 - Vanusa
- 1981 - Vanusa
- 1982 - Primeira Estrela
- 1985 - Vanusa
- 1986 - Mudanças
- 1988 - Cheiro de Luz
- 1991 - Viva Paixão
- 1994 - Hino ao Amor
- 1997 - A Arte do Espetáculo
- 2004 - Diferente
- 2015 - Vanusa Santos Flores